# 토마스 뢰머
토마스 크리스티안 뢰머(독일어: Thomas Christian Römer, 1955년 12월 13일 ~ )는 독일 태생의 스위스 성서학자, 성서주석가, 언어학자, 교수, 개혁주의 목사이다. 제네바 대학교에서 가르친 후, 로잔 대학교의 구약학 교수가 되었다. 2007년부터 콜레주 드 프랑스에서 "성서 환경" 의장을 맡았으며, 2019년에 이 기관의 행정관이 되었다.

## 전기

### 삶
토마스 뢰머는 1955년 12월 13일 만하임 (독일)에서 태어났다. 독실한 개신교 집안에서 자랐고 구약성경에 대한 열정이 매우 컸다. 1982년부터 1984년까지 그는 프랑스개혁교회의 낭시에서 수련 목사로 활동했다.

### 교육
1974년부터 1980년까지 하이델베르크 대학교와 튀빙겐 대학교 신학부에서 신학과 종교학을 공부했다. 또한 성서 히브리어, 우가리트어, 그리고 다른 셈어파 언어들을 특히 하이델베르크의 구약학 교수인 롤프 렌토르프의 지도 아래 공부했는데, 렌토르프는 신명기와 신명기 역사가 전통에서 유대 족장 문제에 대한 논문을 지도했다. 1980년부터 1982년까지 뢰머는 파리의 고등연구실습원에서 종교학을 공부했다. 1980년에 파리에 도착하여 준비하는 동안 고등연구실습원, 파리 가톨릭 대학교, 그리고 성서 주석가 프랑수아즈 플로랑탱-스미스가 그의 스승이었던 파리 개신교 신학부에 다녔고, 1988년에 박사 학위를 취득했다.

#### 박사 학위 논문
박사 학위 논문인 『이스라엘의 족장들(Israels Väter)』은 구조주의적 접근과 역사 비평적 접근을 결합하며, 존 반 시터스의 작업을 계승한다. 이 논문은 특정 유대인 집단에 대한 신명기 편집자들의 논쟁적 목표와, 모세오경이 바빌론 유수 이후 내부적으로 분열된 두 파벌, 즉 바빌론에서 돌아온 유배자들과 그 땅에 남아있던 유대인들 사이의 통일을 시도한 결과물이라고 주장한다. 이 두 파벌의 시각은 각각 유대 족장 전통과 출애굽 전통을 통해 표현된다. 이 논문은 특히 신명기에 언급된 아버지들이 족장들이 아니라 출애굽의 아버지들이라는 점, 신명기 편집자들이 유일하고 진정한 이스라엘은 골라(Golah), 즉 바빌론 유배자들에게 있다고 생각했다는 점, 그리고 족장들인 아브라함, 이사악, 야곱이 모세오경의 최종 저작 및 편집이 이루어질 때까지 신명기에 등장하지 않았다는 점을 제안하며 혁신적이다.

## 학술 활동

### 제네바 대학교
1984년부터 1989년까지 뢰머는 제네바 대학교 신학부에서 알베르 드 퓌리(Albert de Pury)의 구약학 연구 조교였으며, 성서 히브리어와 우가리트어 강사였다. 파리에서 만난 알베르 드 퓌리의 초청으로 토마스 뢰머는 제네바 대학교에 합류하여 1989년부터 1991년까지 신학부의 상급 강사로 재직했으며, 1991년부터 1993년까지 성서 문헌학과 성서 주석을 가르치는 조교수가 되었다.

### 로잔 대학교
1993년부터 그는 로잔 대학교 신학 및 종교 과학부의 성서 히브리어 교수였으며, 또한 대학 소속의 로만 성서과학 연구소(IRSB)에서도 재직했다. 2003년, 프랑스 당국은 이라크 침공 몇 주 전 조지 W. 부시가 "곡과 마곡"에 대한 성서 예언을 언급한 것에 대해 자크 시라크 대통령이 해명을 요구했을 때 그에게 연락했다. 그는 이 묵시적 예언에 대한 성서적 분석을 제공했다.

### 콜레주 드 프랑스
2007년, 아시리아 학자 장-마리 뒤랑의 초청으로 토마스 뢰머는 콜레주 드 프랑스의 교수로 임명되어 "성서 환경(Milieux Bibliques)" 의장을 맡았다. "성경"이라는 용어가 콜레주 드 프랑스 연구 프로그램 제목에 등장한 것은 이번이 처음이었다.
2013년부터 그는 콜레주 드 프랑스에서 "근동-캅카스: 언어, 고고학, 문화" 연구 단위를 이끌고 있다. 2016년에는 중세 학자 피터 루이스의 자리에 금석문·문예 아카데미의 외국인 준회원으로 선출되었다.
그의 연구는 모세오경의 형성 및 연대 측정과 특히 아브라함과 모세에 대한 유대인 전통의 구성에 대한 이해를 새롭게 하는 데 기여했다. 따라서 2005년 영어로 출판되어 여러 언어로 번역된 그의 저서 『이른바 신명기 역사(The So-Called Deuteronomistic History)』는 신명기 연구 역사에 이정표를 세웠다. 2019년 1월, 그는 언론의 주목을 받아 대중 과학 저널인 시앙스 에 아브니르의 표지를 장식했는데, 이는 언어학 및 고고학적 연구를 통해 언약궤를 탐구하고 이스라엘의 기럇여아림 고고학 유적지 발굴에 참여했기 때문이다.
2015년부터 2019년까지 뢰머는 콜레주 드 프랑스 교수회의 부회장을 역임했다. 2019년 9월 1일 그는 알랭 프로키앙츠의 뒤를 이어 콜레주 드 프랑스의 행정관으로 임명되었다. 독일과 스위스 국적을 가진 그는 콜레주 드 프랑스를 이끄는 최초의 외국인이 되었다.

### 역사비평적 접근
토마스 뢰머는 구약 텍스트에 대한 역사 비평적, 문학적, 문헌학적 분석을 결합하는 학술적 접근 방식을 채택하며, 때로는 고고학의 지원을 받아 그들이 생성하는 종교적 사상의 틀이 되는 사회적, 정치적 또는 문화적 상황을 탐지하려고 노력한다. 이는 현대적 영향이나 신학적 해석과는 무관하다. 그는 성서 텍스트의 저술이 정체성 개념과 상당히 다른 신학적 개념 사이의 일종의 종합을 구성한다고 지적하며, 이러한 접근 방식이 때로는 전통적인 표상과 충돌하지만, 무신론자와 신자 모두 현재 문제에 대한 성찰에 도움이 될 수 있다고 믿는다.

## 편집 활동
성서학회 출판부, 고대 이스라엘과 그 문학(AIL) 편집 위원회는 시리즈 편집장인 토마스 C. 뢰머가 이끌고 있다.

## 명예 및 수상

### 명예
- 2019: 레지옹 도뇌르 훈장 기사
- 2021: 팔름 아카데미크 훈장 기사
- 2022: 문화예술공로훈장 사령관

### 수상
- 2014: 금석문·문예 아카데미의 피에르-앙투안 베른하임 친구 재단 종교사상 수상
- 2015: 레나르 재단 문화상
- 2021: 로잔 대학교 메달

### 명예 학위
- 2015: 텔아비브 대학교
- 2022: 리옹 가톨릭 대학교

## 출판물
참고 문헌 (1984–2016): IRSB 출판물 보관됨 2014-03-12 - 웨이백 머신.
- Römer, Thomas (1990). 《Israels Väter: Untersuchungen zur Väterthematik im Deuteronomium und in der deuteronomistischen Tradition》. Orbis Biblicus et Orientalis (독일어) 99. Freiburg, Schweiz: Universitätsverlag; Göttingen: Vandenhoeck & Ruprecht. ISBN 9783727806735. OCLC 22099772.
- Thomas Römer and Jean-Daniel Macchi, Guide de la Bible hébraïque: La critique textuelle dans la Biblia Hebraica Stuttgartensia (BHS), Genève, Labor et Fides, 1994
- Thomas Römer, Dieu obscur: Le sexe, la cruauté et la violence dans l’Ancien Testament, Genève, Labor et Fides, coll. « Essais Bibliques » (no 27), 1998 (1re éd. 1996)
- Thomas Römer, Le peuple élu et les autres: L’Ancien Testament entre exclusion et ouverture, Poliez-le-Grand, Éditions du Moulin, 1997
- Thomas Römer, Les chemins de la sagesse: Proverbes, Job, Qohéleth, Poliez-le-Grand, Éditions du Moulin, 1999
- Thomas Römer, Moïse « lui que Yahvé a connu face à face », Paris, Gallimard, coll. « Découvertes Gallimard / Religions » (no 424), 2002
- Thomas Römer, Jérémie: Du prophète au livre, Poliez-le-Grand, Éditions du Moulin, 2003
- Thomas Römer and Loyse Bonjour, L'homosexualité dans le Proche-Orient ancien et la Bible, Genève, Labor et Fides, coll. « Essais bibliques » (no 37), 2005
- Römer, Thomas (2006). 《The So-Called Deuteronomistic History》. London, Continuum International Publishing Group; New York: T & T Clark. ISBN 9780567040220. OCLC 62089069.
- Thomas Römer (trans. F. Smyth), La première histoire d'Israël: L'École deutéronomiste à l'œuvre, Genève, Labor et Fides, coll. « Le Monde de la Bible » (no 56), 2007
- Thomas Römer, Psaumes interdits, Aubonne, Éditions du Moulin, 2007
- Römer, Thomas (2009). 《Les Cornes de Moïse: Faire entrer la Bible dans l'histoire》. Leçons inaugurales du Collège de France 206. Paris: Collège de France, Fayard. ISBN 9782821814660. OCLC 949650209.
- Thomas Römer, Jean-Marie Durand et Jean-Pierre Mahé, La faute et sa punition dans les sociétés orientales, Leuven, Peeters, 2013
- Römer, Thomas; Davies, Philip R. (2013). 《Writing the Bible: Scribes, Scribalism and Script》. Bible world (London, England). Durham, Acumen Publishing. ISBN 9781844657315. OCLC 827261812.
- Thomas Römer, L’Invention de Dieu, Paris, Seuil, coll. « Les Livres du nouveau monde », 2014
- Thomas Römer, La Bible, quelles histoires!: Les dernières découvertes, les dernières hypothèses, Genève, Labor et Fides, 2014 (ISBN 978-2-8309-1541-9)
- Thomas Römer, Moïse en version originale: Enquête sur le récit de la sortie d’Égypte, Bayard/Labor et Fides, 2015 (ISBN 978-2-8309-1584-6)
- Thomas Römer and Léonie Bischoff, Naissance de la Bible: comment elle a été écrite, Bruxelles, Le Lombard, coll. « La Petite Bédéthèque des savoirs » (no 23), 2018 (ISBN 978-2-8036-7101-4)
- Thomas Römer and 이스라엘 핀켈슈타인, Aux origines de la Torah: Nouvelles rencontres, nouvelles perspectives, Bayard, 2019 (ISBN 978-2227494701)

## 참고 문헌
- “RÖMER Thomas”. 《Académie des Inscriptions et Belles-Lettres》 (프랑스어). 2014년 6월 24일. 2022년 5월 27일에 원본 문서에서 보존된 문서. 2025년 7월 5일에 확인함.
- “Le Prix 2014 d'histoire des religions de la Fondation " Les amis de Pierre-Antoine Bernheim " a été décerné le 20 juin par l'Académie des Inscriptions et Belles-Lettres à M. Thomas Römer pour son ouvrage " L'invention de Dieu " (Seuil, 2014)”. 《Académie des Inscriptions et Belles-Lettres》 (프랑스어). 2014년 6월 24일. 2022년 5월 27일에 원본 문서에서 보존된 문서. 2025년 7월 5일에 확인함.
- “George W. Bush et le Code Ezéchiel”. 《Allez Savoir》. 39호. 2007년 9월 10일.
- Arnaud, Bernadette (2019년 9월 6일). “Thomas Römer, nouvel administrateur du Collège de France”. 《Sciences et Avenir》.
- “Décret du 19 novembre 2007 portant nomination et titularisation d'un professeur du Collège de France - M. Römer (Thomas)”. 《Légifrance》.
- “Décret du 18 juillet 2019 portant nomination de l'administrateur du Collège de France - M. RÖMER (Thomas)”. 《Légifrance》.
- “Curriculum Vitae” (PDF). 《college-de-france.fr.》 (프랑스어).
- Hjelm, Ingrid (2004). 《Jerusalem's Rise to Sovereignty: Zion and Gerizim in Competition》. The Library of Hebrew Bible/Old Testament Studies. Bloomsbury Publishing. 9쪽. ISBN 9780567331977.
- “Thomas Römer”. 《Université de Lausanne》.
- Institut romand des sciences bibliques. “Thomas Römer”. 《Université de Lausanne》.
- Herzberg, Nathaniel (2019년 10월 5일). “Thomas Römer, le sacre du " bibliste " Le professeur de théologie vient d'être élu administrateur du Collège de France, qu'il avait intégré en 2009”. 《Le monde》.
- Neighbor News (2015년 5월 20일). “Tel Aviv University Awards Highest Honors to Atherton Philanthropist Lorry Lokey”. Neighbor News.
- “Ancient Israel and its Literature”. 《Society of Biblical Literature》.
- Zhou, Zhihuan (2019년 9월 30일). “Professor Thomas RÖMER appointed as the new chairman of the Collège de France” (PDF). 《Collège de France》.
- Zúñiga, Hanzel (2020년 9월 18일). “Thomas Römer en Costa Rica”. 《Universidad Bíblica Latinoamericana》.